# 亦失
伊沙（Yeesuk或Issek、Isa、Esok），音譯一色、一素、伊厝、以瑟、伊沙，漢名葛亦失，是為十九世紀中瑯𤩝（今屏東恆春）地區斯卡羅人政治領袖之一，瑯𤩝十八社的二頭目，射麻里社頭目。
在卓杞篤死後輔佐年輕的大頭目朱雷，牡丹社事件中代表瑯嶠十八社與日本談判和協商。1875年俄國愛沙尼亞裔軍官艾比斯（Paul Ibis）來到瑯嶠地區探險，他進入射麻裡社與二股頭人亦失會面，受到親自接待，提到亦失像是個富農一般，怡然自得，他沒有什麼排場，彬彬有禮也不跟自己要見面禮，從他的言行舉止中實在找不出任何理由來稱他為蠻蕃。

## 影視形象
| 年份 | 作品   | 演員        |
| ---- | ------ | ----------- |
| 2021 | 斯卡羅 | 雷斌·金碌兒 |